# Nacionalni Park Tores del Pajn
Nacionalni Park Tores del Pajn je nacionalni park izuzetnih geomorfoloških odlika u Patagoniji u južnom Čileu. Glavni deo nacionalnog parka predstavlja grupa planina koje su deo planinskog venca Andi. Nalazi se na prelasku Mageljanskih subpolarnih šuma u Patagonijske stepe. Nacionalni park se nalazi 116 km severno od grada Puerto Natales. Spada među najposećenije nacionalne parkove u Čileu i svake godine ga poseti preko 250 000 ljudi, od kojih 54% čine stranci.
Tores del Pajn predstavljaju 3 granitna vrha planina Pajna, visine od preko 2.500 m. Tu se nalaze i brojne doline, reke, jezera (Grey, Pehoé, Nordenskiöld i Sarmiento) i glečeri (Grey, Pingo i Tyndall).

## Istorija
Najraniji znaci ljudskog života sa ovih teritorija potiču od pre 6 500 hiljada godina. Prvi opisi ovog mesta su zabeleženi u knjizi Lady Florence Dixie iz 1880. godine, i ona i njena ekipa su prvi zabeleženi turisti na ovom području. U narednim decenijama su ovo područje obišli mnogi evropski istraživači i naučnici, a Gunther Plüschow je prvi leteo avionom iznad ove teritorije.
Nacionalni park je proglašen 1959. godine pod nazivom Nacionalni park jezera Grey, a tek 1970. godine je dobio naziv kakav nosi danas. Konačne granice nacionalnog parka su utvrđene 1977. godine kada je čileanskoj vladi poklonjeno još 12 000ha teritorije koje su priključene parku, a od 1978. se park nalazi na UNESCO-voj listi Svetske baštine kao rezervat prirode.

## Klima
Park se nalazi u „umerenom klimatu hladnih kiša bez suvih perioda”. Leta su hladna, ispod 16 °C tokom najhladnijeg meseca-januara, a zime blage sa najnižom temperaturom od −3 °C u julu. Temperatura vode je 4-5 °C. Najkišovitiji meseci su mart i april sa prosečnim padavinama oko 80mm, a suvlji period je od jula do oktobra.
Za ovo područje su karakteristični požari. Još 1985. godine je turista podmetnuo požar u kom je izgorelo oko 150 km² površine oko jezera Pehoé. Drugi požar je usledio 2005. godine, takođe usled nemarnosti turista i u njemu je izgorelo 155 km². Požari su plamsali i 2011. i 2012. godine je izgorelo 176 km². Istraživanjima je utvrđeno da je ovo područje sklono požarima, makar u poslednjih 12 800 godina.

## Hidrologija
Hidrografska mreža ovog nacionalnog parka je veoma razvijena i sastoji se iz velikog broja reka, potoka, jezera i bara, jer se nalazi na području velikog ledenog polja južne Patagonije. 
To ledeno polje se prostire celom zapadnom stranom parka i sastoji se iz više glečera (Dickson, Grey, Zapata, i Tyndall) od kojih je najveći Grey. Ovi glečeri su veoma bitni za naučna proučavanja jer daju veoma jasnu sliku o različitim periodima klime na Zemlji. U junu 2014. godine su pronađeni fosilni uzorci stvorenja sličnog delfinu koje je živelo pre između 245 i 90 miliona godina.
U nacionalnom parku se takođe nalazi i veliki broj jezera od kojih su najposećeniji  Dickson, Grey, Pehoé, Nordenskiöld, i Sarmiento, kao i reka Paine.

## Biogeografija
Poslednje značajnije istraživanje je izvršio Pisano 1974. godine. Nacionalni park Tores del Pajn je veoma bogat raznobojnom vegetacijom, zastupljeno je 274 vrsta biljaka. Zastupljeno je 7 vrsta retkih orhideja. Park se sastoji iz 4 vegetacione zone: Patagonijske stepe, Andske žbunaste vegetacije, Mageljanskih subpolarnih šuma i Andske pustinje. Što se tiče životinjskog sveta, najzastupljenija vrsta je lama, zatim lisica i puma, kao i veliki broj ptica poput orla, sove, flaminga, labuda...
- Fauna u nacionalnom parku Torres del Paine
- Lama
- Noj
- Južnoamerički jelen
- Južnoamerička siva lisica
- Soko

## Turizam
Nacionalni park godišnje zabeleži preko 250 000 posetilaca, od kojih najveći broj dolazi ovde zbog pešačenja. Staze su jasno označene i postoji više staza različite dužine. Tokom jednog dana može se obići vrh, tokom 5 dana se može prepešačiti popularna W tura, a može se obići i ceo krug u trajanju od osam, devet dana. Na prostoru parka postoje kampovi u kojima je zabranjeno kuvanje i paljenje vatre zbog učetalih požara. Biciklisti se smeju kretati samo po određenim stazama koje su obeležene, zbog narušavanja prirode. Najbolje vreme za posete parku su između septembra i aprila, tj. kasnog proleća, leta i rane jeseni jer su tada dani najduži, pored toga što su najtopliji. Ovaj nacionalni park je proglašen petim najlepšim mestom na svetu prema Nacionalnoj Geografiji.